# Беноа Асу-Екото
Беноа Пјер Давид Асу-Екото (фр. Benoît Pierre David Assou-Ekotto; Арас, 24. март 1984) бивши је камерунски фудбалер. Играо је на позицији левог бека.